# U.S. Route 280
La U.S. Route 280 (US 280) est une US Route auxiliaire de la US 80 parcourant 392 miles (631 km) depuis la jonction avec l'I-20 / I-59 à Birmingham, Alabama jusqu'à la jonction avec la US 80 à Blitchton, Géorgie. Sur la majeure partie de son trajet, la US 280 traverse des zones rurales et de petites municipalités du centre-est de l'Alabama et du sud de la Géorgie. Dans la région de Birmingham, elle est une route suburbaine importante.

## Description du tracé

### Alabama
La US 280 débute en formant un multiplex avec la US 31 à l'échangeur avec l'I-20 / I-59 au centre-ville de Birmingham. Elle se dirige vers le sud et quitte la US 31 à Homewood. Elle se dirige alors vers le sud-est en quittant la région de Birmingham. Elle atteint ensuite Harpersville, et y rencontre la US 231. Les deux routes forment un multiplex vers le sud-est jusqu'à Sylacauga, où elles se séparent. La US 280 continue vers le sud-est pour passer par Kellyton, Alexander City, Dadeville, Waverly et Opelika.
À Opelika, elle forme un court multiplex avec l'I-85. En quittant l'autoroute, elle rejoint immédiatement la US 431 et les deux routes se rendent ensemble à Phenix City. La route y rencontre la US 80 et forme un court multiplex avec celle-ci. La US 431 quitte ensuite la US 280 et cette dernière atteint la rivière Chattahoochee. Celle-ci forme la frontière avec la Géorgie.

### Géorgie
La US 280 entre en Géorgie au sud du centre-ville de Columbus. Rapidement, elle rencontre la US 27 et forme un multiplex avec celle-ci vers le sud-est. Elle traverse Fort Benning et, à Cusseta, les routes se séparent. La US 280 continue ainsi vers le sud-est jusqu'à Richland, où elle bifurque vers l'est. Elle passe ensuite par Preston, Americus, Leslie, Cordele, Abbeville, McRae–Helena, Mount Vernon, Vidalia et Pembroke. À l'est de Pembroke, elle bifurque vers le nord-est, croise l'I-16 et prend fin à la jonction avec la US 80 à Blichton, au nord-ouest de Savannah.

## Intersections majeures
Alabama
 I-20 / I-59 / US 31 à Birmingham. La US 31 / US 280 forment un multiplex jusqu'à Homewood.
 US 11 à Birmingham
 US 78 à Birmingham
 I-459 à Hoover
 US 231 à Harpersville. Les routes forment un multiplex jusqu'à Sylacauga.
 I-85 / US 29 à Opelika. Les routes forment un multiplex dans la ville.
 US 431 à Opelika. Les routes forment un multiplex jusqu'à Phenix City.
 US 80 à Phenix City. Les routes forment un multiplex dans la ville.
Géorgie
 US 27 à Columbus. Les routes forment un multiplex jusqu'à Cusseta.
 I-185 à Columbus
 US 19 à Americus. Les routes forment un multiplex dans la ville.
 US 41 à Cordele
 I-75 à Cordele
 US 129 à Abbeville
 US 441 près de McRea-Helena. Les routes forment un multiplex dans la ville.
 US 341 à McRea-Helena
 US 221 à Mount Vernon
 US 1 à Lyons
 US 301 à Hagan
 I-16 près de Pembroke
 US 80 à Blichton